# Tommy Reynolds (musicus)
Tommy Reynolds, geboren als Thomas Anthony Rinaldo (Akron, 17 januari 1917 - New York, 30 september 1986), was een Amerikaanse jazzklarinettist, orkestleider en producent.

## Carrière
Reynolds studeerde aan de University of Akron en werd daarna lid van het orkest van Isham Jones, waarbij hij twee jaar bleef. Eind 1939 formeerde hij een eigen formatie, die door radio-uitzendingen van hun optredens in Cleveland spoedig grote populariteit genoot in het midwesten. Reynolds trad dan ook op in de Roseland Ballroom, het Paramount Hotel in New York, de Bandbox in Chicago en het Palladium in Hollywood. Reynolds nam met zijn bands op voor Columbia Records, Vocalion Records, Atlantic Records en Okeh Records.
Hij kon zijn bigband, waarin ook later bekende muzikanten Serge Chaloff, Dewey Jackson, Urbie Green, Harry DiVito en Fats Navarro speelden, draaiende houden tot in de jaren 1950. Toen hij de band uiteindelijk ontbond, werd hij muzikaal leider van de radio- en televisiezender WOR in New York. Tot zijn bekendste producties telt Bandstand U.S.A..

## Overlijden
Tommy Reynolds overleed in september 1986 op 69-jarige leeftijd.
- Bibliothèque nationale de France: cb138989576 (data)
- International Standard Name Identifier: 0000 0000 1081 6290
- Library of Congress Control Number: no2013041976
- MusicBrainz: dac10c52-d4c9-4f22-810b-6b4d1e03dbcc
- Système universitaire de documentation: 156504820
- Virtual International Authority File: 5118792
- WorldCat: E39PBJhxtt6dkMdg78RK6Dkv73